# Plateforme communautaire
La plateforme communautaire se situe à la croisée entre le réseau social et la plateforme de diffusion de contenus.
Un site communautaire n'est pas un blog ou une page perso, mais un site rassemblant des internautes qui leur permet de partager des centres d'intérêt commun.
Les internautes sont en mesure de communiquer de manière plus riche, c'est-à-dire en partageant, au sein d'un même espace, non seulement du texte mais également des photos, des vidéos. 

Dailymotion, BlaBlaCar en sont des exemples.
Les entreprises et organisations utilisent également des plateformes communautaires en interne. Ces plateformes sont le plus souvent mises en place en vue d'une amélioration de la circulation de l’information entre les acteurs de la structure, elles permettent alors le partage des connaissances et des informations internes sur la vie de l'entreprise en toute fluidité. 